# Sporowski Rezerwat Biologiczny
Republikański Sporowski Rezerwat Biologiczny (biał. Біялагічны заказнік «Спораўскі»; ros. Споровский биологический заказник, Республиканский биологический заказник «Споровский») – rezerwat biologiczny położony na Białorusi, chroniący ekosystem obszarów bagiennych. Znajduje się na liście konwencji ramsarskiej.
Siedziba władz rezerwatu mieści się w Wysokim.

## Położenie
Rezerwat położony jest w obwodzie brzeskim, w rejonach bereskim, drohiczyńskim, iwacewickim i janowskim. Ma kształt półksiężyca, którego wschodnie, większe ramię obejmuje duże, w większości niezamieszkane obszary bagienne oraz Jezioro Sporowskie. Zachodnie ramię obejmuje dolinę Jasiołdy, przecinając drogę magistralną M1 i sięgając prawie pod Berezę.

## Historia
Sporowski Rezerwat Biologiczny utworzono uchwałą Rady Ministrów Białoruskiej SRR z 15 sierpnia 1991. Początkowo powierzchnia rezerwatu wynosiła 11 288 ha. 23 lutego 1999 rozporządzeniem Rady Ministrów Republiki Białoruś powiększono obszar rezerwatu do 19 384 ha. 22 listopada 1999 otrzymał status obszaru mokradeł o znaczeniu międzynarodowym, chronionego przez konwencję ramsarską.

## Biotopy i hydrologia
Teren rezerwatu obejmuje Bagna Sporowskie – jeden z największych zespołów bagien nizinnych na Polesiu, który dotrwał do czasów współczesnych w niemal niezmienionej formie oraz obszar zalewowy rzeki Jasiołdy. Największym obiektem hydrologicznym jest Jezioro Sporowskie. Obszar rezerwatu w większości zajmują lasy, bagna i kompleks leśno-bagienny.

## Fauna i flora

### Fauna
Sporowski Rezerwat Biologiczny jest ważnym siedliskiem ptaków, dla niektórych gatunków będący siedliskiem lęgowym. Stwierdzono tu występowanie 123 gatunków ptaków lęgowych, w wśród których są m.in. orlik grubodzioby, orlik krzykliwy, wodniczka, zięba zwyczajna, pierwiosnek, kapturka, rudzik, bogatka zwyczajna, modraszka zwyczajna, strzyżyk zwyczajny, muchołówka żałobna, drozd śpiewak, kos, 8 gatunków dzięciołowatych (m.in. dzięcioł zielony), bocian czarny, bąk zwyczajny, kobuz, żuraw zwyczajny, zimorodek zwyczajny, sikora lazurowa, głuszec zwyczajny, jarząbek zwyczajny, cietrzew zwyczajny, grzywacz i słonka zwyczajna
Ssaki reprezentuje 25 gatunków (z wyłączeniem małych gryzoni i nietoperzy), w tym orzesznica leszczynowa, jeż anatolijski, kuna leśna, kuna domowa, wiewiórka, zając bielak, zając szarak, łoś euroazjatycki, sarna europejska, wilk szary, łasica pospolita, koszatka leśna, wydra europejska, bóbr europejski, borsuk europejski, jeleń szlachetny, dzik euroazjatycki, jenot azjatycki, tchórz zwyczajny, gronostaj europejski, lis rudy, wizon amerykański, piżmak amerykański.
Ponadto teren rezerwatu zamieszkuje 6 gatunków gadów (m.in. jaszczurka zwinka, jaszczurka żyworodna, zaskroniec zwyczajny, żółw błotny i gniewosz plamisty), 8 gatunków płazów (m.in. żaba trawna, żaba moczarowa i ropucha paskówka) oraz 245 gatunków owadów.
W rzekach i w jeziorze żyje 34 gatunki ryb, w tym szczupak pospolity, płoć, lin, leszcz, karaś, karp, krąp, okoń pospolity, ciernik, sumik kanałowy, cierniczek północny i minóg rzeczny.
32 gatunki ptaków i 1 ssaków wpisane są do Czerwonej Księgi Białorusi.

### Flora
Na terenie rezerwatu florę reprezentuje ponad 600 gatunków roślin naczyniowych, w tym 20 wpisanych do Czerwonej Księgi Białorusi. Występują tu m.in. buławnik czerwony, żywiec cebulkowy, wroniec widlasty, podkolan zielonawy, fiołek bagienny, obuwik pospolity, dzwonek brzoskwiniolistny i kruszczyk rdzawoczerwony.

## Działalność człowieka
Przez rezerwat przebiegają szlaki turystyczne. Dozwolone jest łowiectwo i wędkarstwo.